# Cléopâtre Théa
Pour les articles homonymes, voir Cléopâtre et Théa.
Cléopâtre Théa (« la Divine »), surnommée Eueteria (« récolte fructueuse »), en grec ancien Κλεοπάτρα Θεά Ευετηρια, née vers 165, morte vers 121 av. J.-C., est une princesse lagide et une reine séleucide. Elle est la fille, sans doute aînée, de Ptolémée VI Philométor, roi d'Égypte, et de sa sœur-épouse Cléopâtre II.

## Biographie

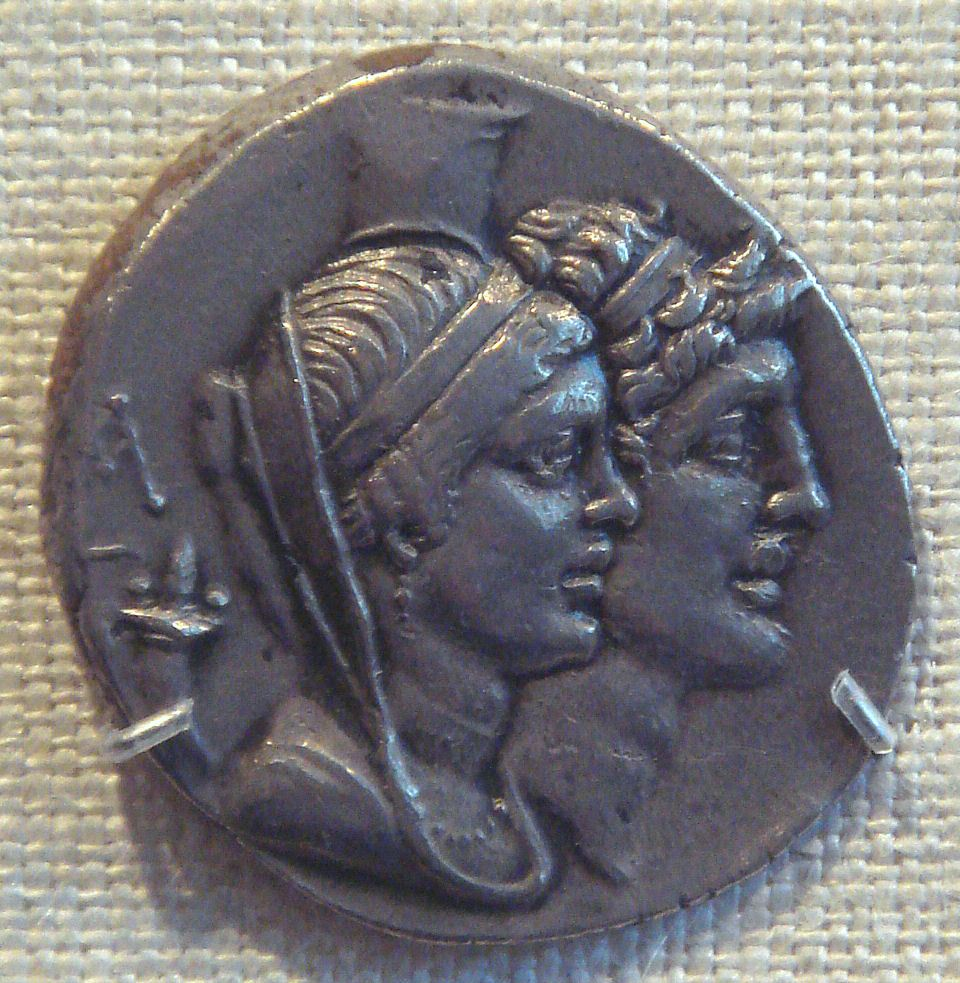
Monnaie représentant Cléopâtre Théa et Alexandre Balas.

### Premier mariage avec Alexandre Balas
Vers 150, Cléopâtre est mariée au nouveau roi séleucide, Alexandre Balas (qui se dit le fils d'Antiochos IV Épiphane). Elle est alors probablement âgée d'une quinzaine d'années. Ses noces ont lieu à Ptolémaïs Akkè en présence de son père, et donnent lieu à des fêtes somptueuses. À une date inconnue, entre 149 et 145, elle lui donne un fils : le futur Antiochos VI Dionysos.

### Deuxième mariage avecDémétriosII
Son père et son mari s'étant brouillés, Cléopâtre est utilisée par son père pour intervenir dans les troubles de succession séleucide : celui-ci la marie cette fois à Démétrios II, fils de Démétrios Ier et prétendant au trône séleucide. Battu, Alexandre Balas s'enfuit. Démétrios II Nicator devient roi, mais ses sujets d'Antioche acclament Ptolémée VI comme leur nouveau souverain. Conscient de l'opposition de Rome à l'union des deux couronnes, Philométor s'efface devant Nicator. Il meurt peu après des suites de la bataille qui l'oppose à Balas qui y est alors lui aussi tué.
Entre 145 et 140, Cléopâtre donne au moins trois enfants à Démétrios II : Laodice, future reine des Parthes ; et les futurs Séleucos V et Antiochos VIII.
Chassé par les habitants d'Antioche qui le détestent, Démétrios II est concurrencé par le stratège Diodote, commandant de la place forte d'Apamée, qui proclame roi Antiochos VI Dionysos, fils de Cléopâtre Théa et d'Alexandre Balas. Démétrios n'a pas le temps de les affronter car il est appelé à l'aide par les habitants de Séleucie du Tigre qui viennent de succomber face aux Parthes (141). La reconquête de Nicator tourne court : battu, capturé, il est contraint par le roi Mithridate Ier d'épouser sa fille Rhodogune.

### Troisième mariage avecAntiochosVII
Littéralement veuve, menacée par Diodote qui a tué le petit Antiochos VI et s'est proclamé roi sous le nom de Tryphon (« le Magnifique »), Cléopâtre offre le trône et sa main à son beau-frère, le frère de Démétrios II Nicator : Antiochos VII Évergète, surnommé Sidêtês (car il a été élevé dans la ville de Sidé en Pamphylie pendant son exil). Antiochos VII vainc l'usurpateur Tryphon et semble avoir été apprécié de ses sujets d'Antioche. Entre 139 et 129, Cléopâtre Théa lui donne au moins trois enfants : deux filles (deux Laodice dont on sait peu de chose) et le futur Antiochos IX. Antiochos VII entame à son tour une campagne pour refouler les Parthes et récupérer son frère (peut-être pour mieux s'en débarrasser). Il emmène avec lui ses neveux, Laodice et Séleucos. La campagne, d'abord brillamment commencée, s'achève en désastre. Antiochos VII est tué (ou se suicide), et les princes Laodice et Séleucos sont capturés alors que Démétrios II regagne la Syrie.

### Reine-mère abusive
Démétrios II est mal accueilli par ses anciens sujets. On ne sait si Cléopâtre Théa reprend la vie commune, mais ce qui est certain, c'est qu'elle l'envoie à la mort en 125 en lui refusant l'accès à Ptolémaïs Akkè où elle est retranchée. Il meurt à Tyr et son fils Séleucos V le remplace. Cléopâtre s'en débarrasse en le faisant poignarder (ou, selon Appien, en le faisant tuer par un archer) et en mettant sur le trône son second fils, Antiochos VIII Grypos. Celui-ci manifestant des désirs d'indépendance, elle tente de l'empoisonner, probablement vers 121, mais, méfiant, il oblige sa mère à boire le poison qu'elle lui destinait.
De son union avec Antiochos VII, elle a un autre fils, Antiochos IX Philopator, qui tente à partir de 114 de ravir le trône à son demi-frère, ainsi probablement que deux filles, Laodice VIII et Laodice IX.

## Postérité
Le personnage et l'histoire de Cléopâtre Théa ont fourni à Corneille le sujet de sa pièce Rodogune.